# Булвил
Булвил (фр. Boulleville) насеље је и општина у северној Француској у региону Горња Нормандија, у департману Ер која припада префектури Берне.
По подацима из 2011. године у општини је живело 1017 становника, а густина насељености је износила 141,84 становника/km². Општина се простире на површини од 7,17 km². Налази се на средњој надморској висини од 122 метара (максималној 129 m, а минималној 39 m).

## Демографија
| 1962. | 1968. | 1975. | 1982. | 1990. | 1999. | 2011. |
| ----- | ----- | ----- | ----- | ----- | ----- | ----- |
| 307   | 343   | 451   | 458   | 533   | 793   | 1.017 |

График промене броја становника у току последњих година